# Stachytarpheta schottiana
Stachytarpheta schottiana là một loài thực vật có hoa trong họ Cỏ roi ngựa. Loài này được Schauer miêu tả khoa học đầu tiên năm 1847.